# Dża’alan Bani Bu Hasan
Dża’alan Bani Bu Hasan (arab. ‏جعلان بني بو حسن‎) – miasto w Omanie, w Prowincji Południowo-Wschodniej. Według spisu ludności w 2020 roku liczyło 34,5 tys. mieszkańców. Jest częścią wilajetu Dża’alan Bani Bu Hasan, który zamieszkuje 44,5 tys. mieszkańców.